# Gemeenschapscentrum (Brussel)
Een gemeenschapscentrum is een Vlaamse culturele instelling in Brussel. Het hoofdstedelijk gewest telt 22 gemeenschapscentra, gespreid over de 19 gemeenten. In zo'n gemeenschapscentrum kunnen lokale verenigingen beroep doen op een infrastructuur voor vergaderingen, educatieve initiatieven, feesten, tentoonstellingen, en anderen culturele manifestaties. De 22 Brusselse gemeenschapscentra zijn verenigd in N22.
Een gemeenschapscentrum valt onder de voogdij van de Vlaamse Gemeenschapscommissie (VGC), en wordt er ook door betoelaagd. Binnen deze VGC werd een "entiteit van de gemeenschapscentra" opgericht om de werking van de gemeenschapscentra te coördineren, neergeschreven in een "missie van de gemeenschapscentra":

## Lijst van de centra
- GC De Rinck, Anderlecht
- GC De Markten, Brussel
- GC Elzenhof, Elsene
- GC De Maalbeek, Etterbeek
- GC Everna, Evere
- GC De Zeyp, Ganshoren
- GC De Linde, Haren
- GC Essegem, Jette
- GC Nohva, Neder-Over-Heembeek
- GC De Platoo, Koekelberg
- GC Nekkersdal, Laken
- GC Den Dam, Oudergem
- GC De Kriekelaar, Schaarbeek
- GC De Kroon, Sint-Agatha-Berchem
- GC Pianofabriek, Sint-Gillis
- GC De Vaartkapoen, Sint-Jans-Molenbeek
- GC Ten Noey, Sint-Joost-ten-Node
- GC Op-Weule, Sint-Lambrechts-Woluwe
- GC Kontakt, Sint-Pieters-Woluwe
- GC Het Huys, Ukkel
- GC Ten Weyngaert, Vorst
- GC WaBo, Watermaal-Bosvoorde